# Ablaberoides tardus
Ablaberoides tardus är en skalbaggsart som beskrevs av Louis Albert Péringuey 1904. Ablaberoides tardus ingår i släktet Ablaberoides och familjen Melolonthidae. Inga underarter finns listade i Catalogue of Life.